# Márkus Dezső (karmester)
Márkus Dezső (Pest, 1869. december 15. – Budapest, 1948. szeptember 20.) magyar karmester, színházigazgató, pedagógus. Márkus Miksa (1868–1944) újságíró és Márkus Géza (1871–1912) építész testvére.

## Élete
Márkus Ignác üvegkereskedő és Kohn Nina gyermekeként született. Zenei tanulmányait az Országos Zeneakadémián, majd Bécsben folytatta, ahol Hans Schmidt és Robert Fuchs tanítványa volt. Zongoraművésznek készült, már 1879-ben fellépett Székely Imre tanítványaként, majd Liszt Ferenc növendéke volt. Később mint karmester működött, előbb Ischlben, 1893-tól pedig a budapesti Népszínháznál. 1895 és 1898 között az Operaház korrepetitora, majd 1898-tól Prága, 1901-től pedig Amszterdam következett, ahonnan 1903-ban tért vissza. 
1903-tól 1911-ig ismét az Operaházban volt karmester. 1911-ig számos bemutató előadást vezényelt, többek között Saint-Saëns Sámson és Delila, és Puccini Bohémélet című operáját. 1911-ben megalapította a budapesti Népoperát, melynek 1914-ig igazgatója is volt. 1918-tól a Városi Színház főzeneigazgatójaként, 1921-től a színház operai karmestereként, végül 1926-tól ismét főzeneigazgatójaként működött. Miután visszavonult, énektanítással foglalkozott. Tanítványai közt volt többek között Báthy Anna, Németh Mária és saját lánya is. Budapesten érte a halál 1948. szeptember 20-án.
Házastársa Szoyer Ilona opera- és operett-énekesnő volt, akit 1905. június 19-én Budapesten, a Terézvárosban vett nőül.